# Rattrapage (film)
Pour les articles homonymes, voir Rattrapage.
Pour plus de détails, voir Fiche technique et Distribution.
Rattrapage est une comédie française réalisée par Tristan Séguéla, sortie en 2017.

## Synopsis
Guillaume a raté son baccalauréat de quelques points et doit passer par l'étape du rattrapage.
Mais il est le seul à posséder le permis de conduire permettant à lui-même et son petit groupe
de copains d'aller participer à un festival de musique en Belgique.
Il devra réviser, avec l'aide du plus jeune, au cours du voyage, des nuits sous la tente et malgré
les aléas du festival, puis, rentrer en catastrophe, juste à temps, pour l'épreuve de philosophie
devant un examinateur désabusé...

## Fiche technique
- Titre original : Rattrapage
- Réalisation : Tristan Séguéla
- Scénario : Tristan Séguéla et Olivier Demangel
- Décors : Tom Darmstaedter
- Costumes : Lisa Lapauw
- Photographie : Frédéric Noirhomme
- Montage : Thomas Fernandez
- Musique : Nicolas Duport
- Producteur : Mikaël Abécassis
- Production : Les Films du 24 et la SOFICA Cinémage 11
- Distribution : UGC (entreprise)UGC Distribution
- Pays d’origine :  France
- Format : couleur
- Genre : comédie
- Durée : 85 minutes
- Dates de sortie :
  -  France : 9 août 2017

## Distribution
- Anthony Sonigo : Guillaume
- Jimmy Labeeu : Dylan
- Tanguy Onakoy : Ali
- Max Baissette de Malglaive : Brandon, le frère de Dylan
- Vincent Desagnat : le CPE
- Albert Delpy : Socrate
- Ramzy Bedia : l'examinateur
- Baptiste Lorber : Prosper 1
- Gaël Mectoob : Prosper 2
- Jean-Michel Lahmi : le père de Guillaume
- Verona Verbakel : Hilde
- Bun Hay Mean : Jésus
- Gaëlle Garcia Diaz : Angélina
- Daphné Patakia : Mélanie
- Pablo Cobo : Antonin
- Laurence Bibot : la proviseure

## Autour du film
- Les scènes du festival ont été tournées dans le cadre du Summer Festival d'Anvers en 2016. Cependant, le film a cherché à reproduire le Tomorrowland[1] du côté de Gastuche en Belgique.
- Plusieurs youtubeurs participent au casting du film, notamment Jimmy Labeeu, Gaëlle Garcia Diaz, ou encore le duo Bapt&Gael.